# Ipomoea pes-tigridis
Ipomoea pes-tigridis ist eine Pflanzenart aus der Gattung der Prunkwinden (Ipomoea) aus der Familie der Windengewächse (Convolvulaceae). Die Art ist weit verbreitet.

## Beschreibung
Ipomoea pes-tigridis ist eine krautige, einjährige, windende Pflanze, deren Stängel abstehend borstig behaart sind und 0,5 bis 3 m lang werden können. Die Laubblätter sind mit 2 bis 8 cm langen Blattstielen gestielt. Die Blattspreiten sind im Umriss kreisförmig bis quer elliptisch, 2 bis 10 cm lang und 3 bis 13 cm breit. Sie sind tief handflächenartig in (selten nur drei) fünf bis neun Segmente geteilt. Diese sind elliptisch oder langgestreckt, an beiden Seiten konisch verjüngt und dicht behaart, die Spitze ist stachelspitzig.
Die Blütenstände bestehen aus wenigen Blüten und sind köpfchenartig. Die Blütenstandsstiele sind 4 bis 11 cm lang, die Hochblätter sind borstig behaart, die äußeren, den Blütenstand umgebenden Hochblätter sind langgestreckt bis linealisch langgestreckt und 2 bis 2,5 cm lang, die inneren sind etwas kleiner. Blütenstiele werden nicht gebildet. Die Kelchblätter sind lanzettlich, leicht ungleich gestaltet, 1 bis 1,4 cm lang und auf beiden Seiten borstig behaart. Die Krone ist weiß, trichterförmig und 3 bis 4 cm lang. Die Bänder in der Mittelachse der Kronblätter sind leicht behaart. Die Staubblätter und der Stempel stehen nicht über die Krone hinaus. Die Staubfäden sind unbehaart. Der Fruchtknoten ist zweikammerig und unbehaart. Die Narbe ist zweilappig.
Die Früchte sind eiförmige, vierklappige, etwa 7 mm lange Kapseln. Die Samen sind elliptisch, etwa 4 mm lang und grau feinfilzig behaart.
Die Chromosomenzahl beträgt 2n = 28 oder 30.

## Verbreitung
Die Art ist in Asien, Afrika, Australien und auf verschiedenen Inseln im Pazifik verbreitet. Sie wächst in Dickichten, an Straßenrändern und Meeresküsten in Höhenlagen zwischen 0 und 400 m.

## Systematik
Man kann drei Varietäten unterscheiden:
- Ipomoea pes-tigridis var. africana Hallier f.: Sie kommt im tropischen Afrika vor.[2]
- Ipomoea pes-tigridis var. longibracteata Vatke: Sie kommt von Somalia bis Tansania vor.[2]
- Ipomoea pes-tigridis var. pes-tigridis: Sie kommt in den Tropen und Subtropen Afrikas und Asiens vor.[2]